# Родильный дом

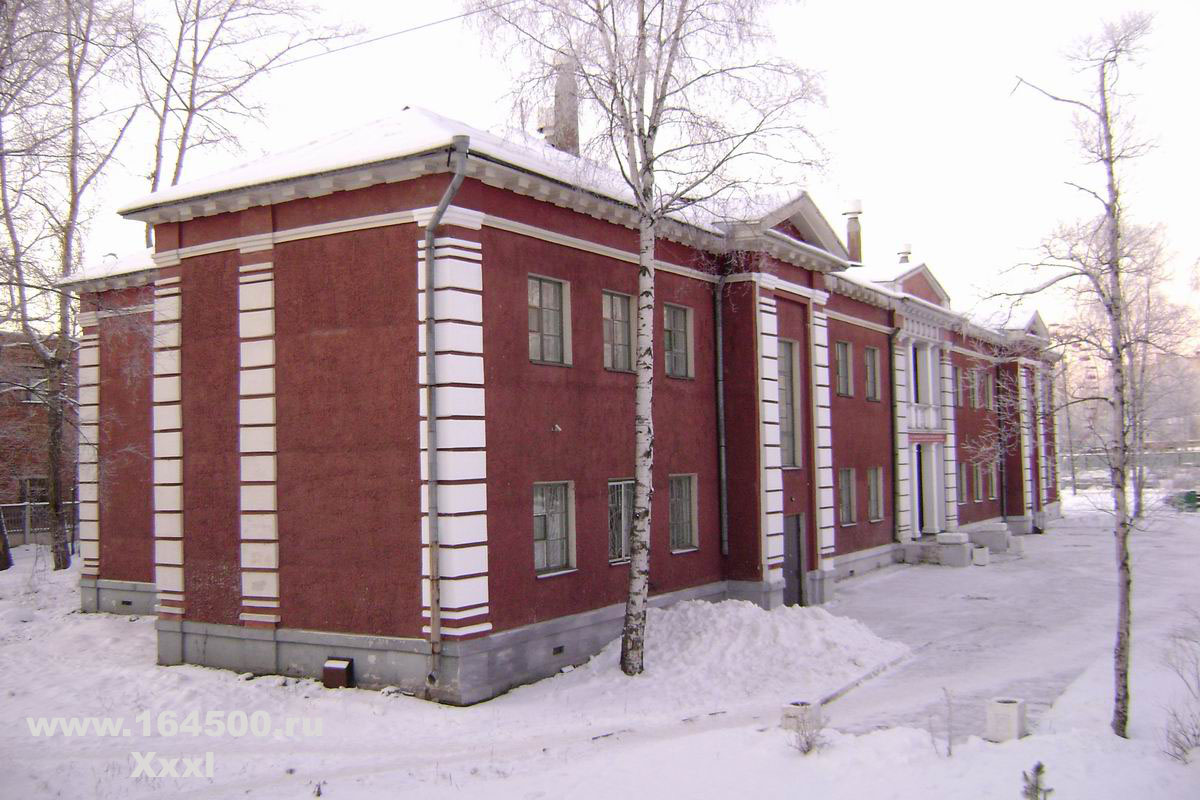
Самый первый роддом в Северодвинске, ныне Северодвинский городской краеведческий музей

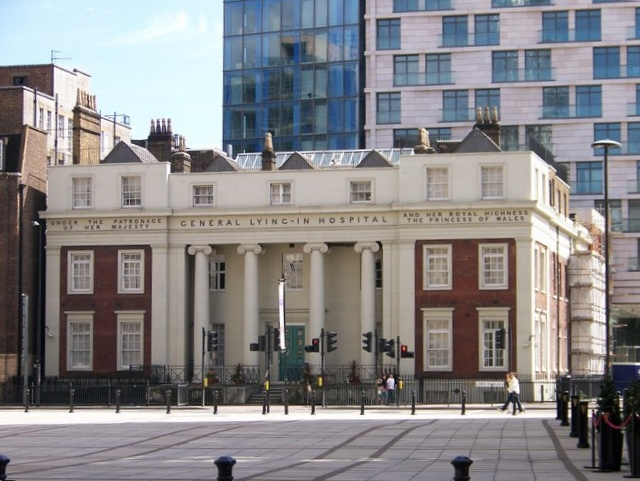
Помещение бывшей больницы общего профиля, теперь гостиница

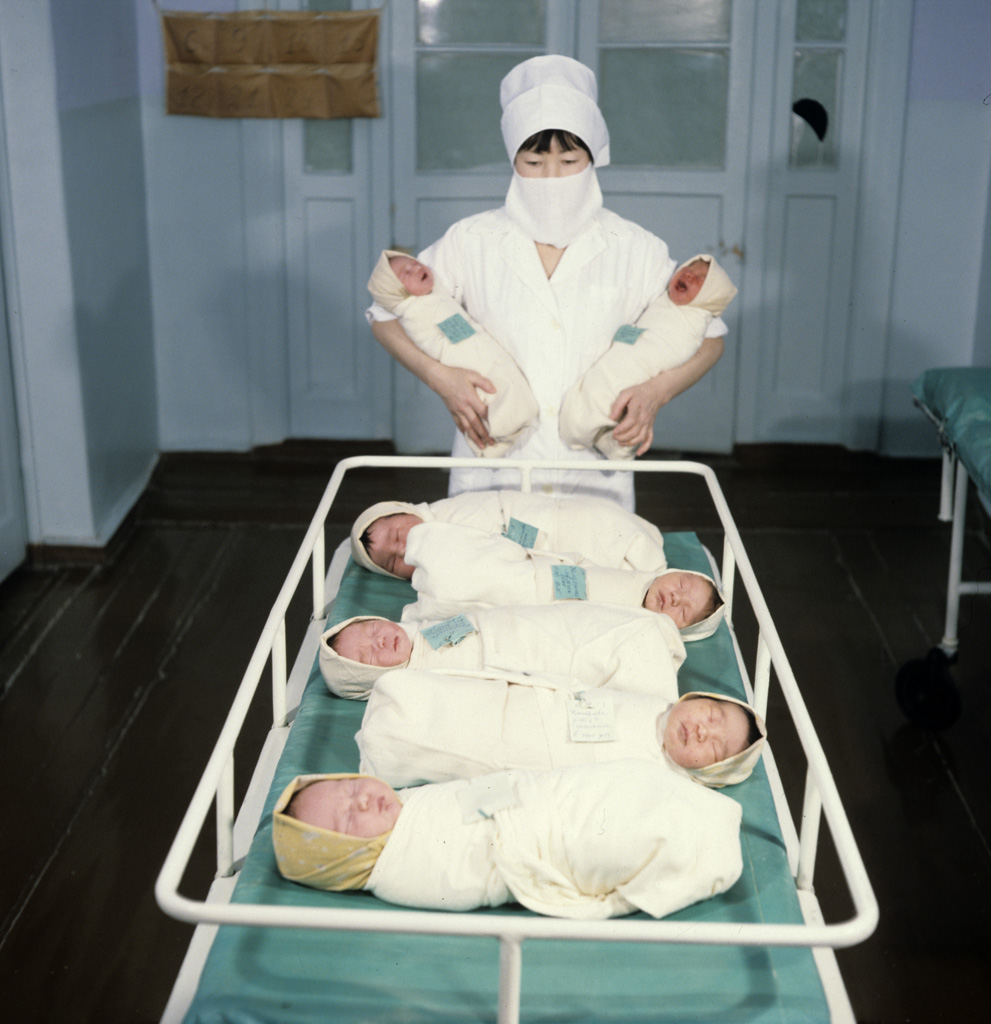
В родильном доме Якутска, 1981 год

Родильный дом (сокращённо роддом) — медицинское учреждение, обеспечивающее квалифицированную медицинскую помощь женщинам во время беременности, непосредственно в ходе родов и в послеродовой период, а также медицинскую помощь новорождённым.
Наблюдение за беременными женщинами начинается во время беременности. Для медицинского наблюдения за рождением детей созданы родильные дома. В родильных домах проходит полная изоляция больных женщин и новорождённых от здоровых. В состав родильного дома могут входить женская консультация и стационар, физиологическое акушерское отделение, отделение для женщин с патологией беременности, обсервационное акушерское отделение, палаты для новорождённых в составе 1-го и 2-го акушерских отделении, гинекологическое отделение.
Первый в России государственный роддом был создан по указу царя Николая II в 1897 году, «…дабы женщины лёгкого поведения не рожали на улицах». В те времена рожать в роддоме было признаком бедности и незнатного происхождения. Женщины рожали у себя дома под присмотром повитух. В СССР была создана широкая сеть государственных родильных домов, призванных оказывать квалифицированную медицинскую помощь роженицам.

## Родильный зал
Родильный зал — помещение родильного отделения, где происходит рождение ребёнка. Там роженица находится во время 2-го (потужного) периода родов. Родильные залы оборудованы всем необходимым для женщины и ребёнка: специальными креслами (рахмановской кроватью), на которых и происходит рождение малыша и последа, специальным медицинским оборудованием для оказания экстренной реанимационной помощи в случае появления осложнений в родах, пеленальным столом с обогревающей лампой, где малыша взвешивают, измеряют, проводят первичную обработку пуповины, кожных покровов, по необходимости наружных слизистых.
К родильному залу примыкает и операционная, круглосуточно готовая к проведению оперативного родоразрешения в случае появления осложнений родов. Рядом с родильным залом должны находиться санузел и душевая.
В родильных домах старых образцов родильный зал рассчитан на нескольких рожениц. К ним примыкают предродовые палаты, в которых роженицы проводят 1-й период родов — период схваток.
В современных родильных домах имеются отдельные родильные блоки для каждой роженицы, где в последнее время может и находиться и отец ребёнка.
До начала родов при поступлении в родильный зал роженица проходит санитарную обработку, включающую очистительную клизму, душ, освобождение от волосяного покрова гениталий (бреется). Допускается использование своих чистых одежды и обуви, хотя в последнее время во многих роддомах используют одноразовый комплект для родов, в который входят набор одежды, бахилл, простыней и другие расходные материалы. Не допускается использование декоративной косметики и отдушек. На каждую находящуюся в роддоме женщину при поступлении заводится история родов, в которой акушеры производятся записи динамики наблюдения и состояния женщины, назначают препараты и процедуры и др. История родов является юридическим документом и хранится в архиве. Аналогичный юридический документ заводится и на каждого родившегося ребёнка.

## Санитарные нормы родильных домов
По всей территории РФ в родильных домах и отделениях действуют санитарные правила СП 2.1.3678-20 «Санитарно-эпидемиологические требования к эксплуатации помещений, зданий, сооружений, оборудования и транспорта, а также условиям деятельности хозяйствующих субъектов, осуществляющих продажу товаров, выполнение работ или оказание услуг». СанПиН 2.1.3.2630-10 от 24 декабря 2020 года был признан устаревшим.
В целях предупреждения возникновения и распространения внутрибольничных инфекций в акушерских стационарах должны своевременно и в полном объёме проводиться предусмотренные санитарными правилами и иными нормативными правовыми актами РФ профилактические и санитарно-противоэпидемические мероприятия. Медицинский персонал руководствуется в своей деятельности требованиям, действующим на территории РФ, включая санитарные нормы.

## Обсервационное отделение
В каждом родильном доме или отделении имеется обсервационное отделение. Показаниями к приёму беременных и рожениц в данное отделение являются:
- лихорадочное состояние (температура тела 37,6 °C и выше без клинически выраженных других симптомов);
- инфекционная патология, в том числе острые воспалительные заболевания и хронические воспалительные заболевания в стадии обострения (пиелонефрит, цистит, бронхит, пневмония, отит, пиодермия и др.), острые респираторные заболевания (грипп, ангина и др.), ВИЧ-инфекция, сифилис, вирусные гепатиты B, C, D, гонорея, герпетическая инфекция, туберкулез (любой локализации при отсутствии специализированного стационара). Беременных и рожениц с открытой формой туберкулеза госпитализируют в специализированные родильные дома (отделения), а при отсутствии таковых — в боксы или изоляторы обсервационного отделения с последующим переводом после родов в противотуберкулёзный стационар;
- прерывание беременности по медицинским и социальным показаниям с 20 недель беременности;
- внутриутробная гибель плода, грубые аномалии развития плода, требующие досрочного родоразрешения;
- отсутствие медицинской документации и данных об обследовании рожениц;
- роды вне лечебного учреждения (в течение 24 часов после родов).

Первые два часа после родов родильница проводит в родильном зале под постоянным наблюдением акушерки и врача-акушера. При отсутствии осложнений после этого родильницу переводят в послеродовое отделение (палату) под контроль медперсонала.